# Bethlehem
Bethlehem (рус. Вифлеем) — немецкая музыкальная группа, исполняющая музыку в стиле дарк-метал. Была образована в 1991 году в городе Гревенброх. Считается создателем термина «Dark Metal», которым и был назван дебютный альбом группы.

## Группа

### История
Название Bethlehem, что переводится как Вифлеем, было выбрано для группы в честь города, где по Новому Завету царь Ирод приказал убить всех младенцев, боясь Христа. Юрген Барч, основатель группы, говорил об её названии:
…Типичные имена групп в начале 90-х типа Rotting Christ или Impaled Nazarene казались мне недостаточно радикальными, и я придумал по-настоящему провокационное название. Но что касается наших убеждений, то мы однозначно не сатанисты. Мы атеисты и полностью аполитичны.
Многие из песен группы Bethlehem имеют жуткие тексты, которые, как правило, носят личный характер для участников группы. Так, Юрген Барч в одном из интервью говорит об альбоме «Dictius Te Necare»:
Dictius Te Necare is a mirror that reflects things that happened to me in my youth… 
Dictius Te Necare — это зеркало, которое отражает события, которые случились со мной в моей юности...
На ранних этапах своего творчества группа устраивала концерты на бойнях, в моргах, в бункерах, под мостами и на всяких свалках. На поздних этапах своего творчества группа стала выступать также и на различных метал-фестивалях.
За годы существования группы её музыкальный стиль претерпел изменения по сравнению с первоначальным, и на данный момент он очень близок к Neue Deutsche Härte (Новая Немецкая Тяжесть) с готическим и электронным подходом, а влияния дум- и блэк-метала, характерные для дарк-метала теперь едва присутствуют.
В 1998 году группа Bethlehem написала песни «Schuld Uns’res Knöcherigen Faltpferds» и «Verschleierte Irreligiösität», которые послужили в качестве саундтреков для американского андеграундного фильма «Гуммо».

### Скандалы
Группа получила некоторую известность, когда один 14-летний немецкий подросток приобрёл большое количество экземпляров демозаписей группы Bethlehem и сконструировал из них алтарь у себя в комнате. Подросток молился перед самодельным алтарём, чем очень сильно обеспокоил своих родителей.
Позвонив Юргену Барчу, мать подростка рассказала ему о тех особенностях поведения её сына, которые появились после того, как её сын стал слушать музыку группы Bethlehem, и выразила своё крайнее негодование по этому поводу.
Позже, в 1994 году после выхода дебютного альбома группы, который был назван Dark Metal, конфликт между группой Bethlehem и матерью вышеописанного подростка возобновился с новой силой. Мать подростка обращалась в различные государственные инстанции, и в результате её деятельности группе Bethlehem было запрещено давать концерты в некоторых городах Германии. Этот запрет действовал на протяжении середины 1990-х годов. О вышеописанных событиях рассказывает Юрген Барч в одном из интервью:
…This all started with the release of the 333 copies of our first demo. A kid’s mother called me and said that since her fourteen year old son had started listening to our music he had completely changed. He had become viscous and more violent. This eventually ended but it all began again with the release of our first album. This has led to more interrogations by the police and promoters canceling our gigs… 
…Это всё началось с выпуска 333 копий нашей первой демозаписи. Мать ребёнка позвонила мне и сказала, что с тех пор, как её 14-летний сын начал слушать нашу музыку, он полностью изменился. Он стал обозленным и более грубым. В конце концов, это закончилось, но всё началось снова после выхода нашего первого альбома. Это привело к множеству полицейских допросов и к отменам наших выступлений промоутерами…
Из-за мрачных текстов песен и музыки, а также скандального поведения 14-летнего поклонника группы, которое, благодаря усилиям его матери, получило резонанс в обществе, группу нередко причисляли к «пропагандистам самоубийства». Но Юрген Барч, основатель группы, опровергает подобные утверждения:
Bethlehem никогда не выступали в поддержку самоубийств. Bethlehem — это мегафон, в который кричат жертвы самоубийств, они кричат тем людям, которые не хотят или не могут ценить жизнь! Я лично никогда не пробовал провернуть нечто подобное, я люблю жизнь. Многие мои друзья ушли из жизни в прошлом, и я никак не смог им помочь. Это и была одна из причин создания группы — попытка протянуть руку помощи тем, кто в ней нуждается.

## Состав

### Участники группы
- Onielar: Вокал
- Karzov (ex-Bog Morok): Гитары
- Jürgen Bartsch: Бас-гитара, Электроника, Синтезатор
- Torturer: Ударные

### Бывшие участники группы
- Guido Meyer de Voltaire: Вокал (на Schatten aus der Alexanderwelt, Mein Weg и Hexakosioihexekontahexaphobia)
- Andreas Tekath: Клавишные/Пианино (Сессионный музыкант на Mein Weg)
- Klaus Matton: Гитары (до Profane Fetmilch Lenzt Elf Krank)
- Marco Kehren: Вокал (на S.U.i.Z.i.D.; Reflektionen aufs Sterben)
- Markus Lossen: Ударные (на S.U.i.Z.i.D.; Reflektionen aufs Sterben)
- Cathrin Campen: Вокал (на S.U.i.Z.i.D.; Reflektionen aufs Sterben)
- Rainer Landfermann: Вокал (на Dictius Te Necare)
- Steinhoff: Ударные (до S.U.i.Z.i.D.)
- Andreas Classen: Вокал (до Dictius Te Necare)
- Oliver Schmidt: Клавишные (Сессионный музыкант на Thy Pale Dominion)

## Дискография

### Альбомы и синглы
- Bethlehem (демозапись) (1992)
- Thy Pale Dominion (7"-Сингл) (1993)
- Dark Metal, (1994, Red Stream Inc)
- Dictius Te Necare (1996, Red Stream Inc)
- S.U.i.Z.i.D. (1998, Red Stream Inc)
- Reflektionen aufs Sterben (1998, Red Stream Inc)
- Profane Fetmilch Lenzt Elf Krank (7"-Сингл) (2000)
- Schatten aus der Alexander Welt (Американская версия, имеет только один CD) (2001, Red Stream Inc)
- Schatten aus der Alexander Welt (2001)
- Suicide Radio (2003, Red Stream Inc)
- Mein Weg (2004, Red Stream Inc)
- A sacrificial offering to the kingdom of heaven in a cracked dog's ear (2009, англоязычное переиздание S.U.i.Z.i.D.)
- Stönkfitzchen (2010, Е.Р., TPE-Productions)
- Hexakosioihexekontahexaphobia (2014, Prophecy Productions)
- Bethlehem (2016, Prophecy Productions)
- Lebe Dich Leer (2019)

### Другие издания
- Гуммо (саундтрек-альбом) (1998)
- Различные исполнители [Red Stream] — To Live Is Ever To Be In Danger (1999)